# Зібер Микола Іванович
Зібер Микола Іванович (нар. 10 (22) березня 1844, Судак — 28 квітня (10 травня) 1888) — український економіст і соціолог, філософ, громадський діяч, перший популяризатор економічного вчення Карла Маркса в Російській імперії та Україні.

## Життєпис
Народився Микола Зібер у Судаку (Крим). Син швейцарського підданого і українки, уродженець Таврійської губернії. Вихованець сімферопольської гімназії. В 1876 закінчив юридичний факультет Київського університету, після чого недовго був мировим посередником у Волинській губернії. У 1871 р., за дисертацію «Теорія цінності і капіталу Д. Рікардо, у зв'язку з пізнішими доповненнями та роз'ясненнями» («Киевские Універсітєтскіє Ізвестія» 1871 р.), отримав ступінь магістра політичної економії і відряджається за кордон. В 1873-1875 працював доцентом, згодом професором політекономії і статистики. Зібер був членом київської Громади і Південного-Західного Відділу Географічного Товариства. Приятелював з М. Драгомановим, після звільнення якого з Київського університету на знак протесту також залишив цей навчальний заклад. Співпрацював у інформаційно-публіцистичних збірниках «Громада», які видавав у Женеві М. Драгоманов, мав тісний зв'язок з віденською «Січчю», дописував до журналів «Знання» і «Вісник Європи» та ін. Зібер був великим прихильником кооперативного руху, одним з його організаторів в Україні. У 1873 році університет святого Владимира вибрав Зібера доцентом по кафедрі політичної економії і статистики, але в 1875 р. він вийшов у відставку і поселився в Швейцарії, звідки постійно брав участь своїми статтями в російських журналах, а також в газеті «Русскіє Вєдомості».
1874 року одружився з Надією Шумовою.
З журнальних статей Зібера найчудовіші: «Экономическая теорія Карла Маркса» («Знание», 1876; «Слово», 1878); «Істория швейцарської альменди» («Вісник Європи», 1881); «Экономичні ескізи» («Вітчизняні Записки», 1880 ; 1881 ; 1882); «Долі громадського володіння в Швейцарії» («Вісник Європи», 1882); «Про вплив прогресу на бідність» («Русская Мисль», 1883); «Разподіл поземельної власності в Німеччині» («Русская Мысль», 1883); «Громадська економія і право» («Юрідічєскій Вєстнік», 1883).
Найбільшу популярність приніс Зіберу вищезазначений твір про «Теорії цінності», найповніше не тільки російською мовою, але і в іноземній літературі викладання різних теорій і визначень цінності і капіталу. Д. Рікардо, ім'я якого поставлене в заголовку цього твору, є тільки головним центром, біля якого групуються інші економісти. Надзвичайно високо ставлячи Рікардо (повне зібрання творів якого, в перекладі російською мовою, Зібер видав особливою книгою, в 1882 р.), Зібер в той же час прагнув довести прямий наступний зв'язок між теоріями цінності Рікардо і Карла Маркса. Останній знайшов собі в Зібере найкращого тлумачника і популяризатора в російській літературі. Це виразилося особливо в гарячому захисті головного твору К. Маркса «Капітал» від його російських критиків, Герье, Чичеріна і Ю.Жуковського. Він пише критичні статті, спрямовані проти Ю. Жуковського та Б. Чичеріна, які виступили проти економічного вчення К. Маркса. Він заперечував їхні твердження про метафізичний підхід К. Маркса до дослідження цінності. Полемізуючи з Ю. Жуковським та Б. Чичеріним, які особливо гостро критикували теорію К. Маркса про додаткову вартість, М. Зібер не лише прагне спростувати аргументацію її критиків, а й викладає й роз'яснює суть цієї теорії. Популяризація «Капіталу» знайшла відображення також і в пізнішому, важливішому творі Зібера: «Рікардо і К. Маркс в їх суспільно-економічних дослідженнях» (Спб., 1885). У цій книзі, що є, до певної міри, переробкою «Теорії цінності», Зібер ще повніше зобразив природну еволюцію теорії Рікардо в учення Маркса, освітивши особливо яскраво процес розвитку капіталістичного виробництва і переживання ним трьох основних фаз: ремесло, мануфактура, фабрика. Як коментатор і популяризатор економічного вчення К. Маркса М. Зібер показує суперечності капіталістичного виробництва й привертає до них увагу читачів, глибоко аналізує становище робітничого класу, прямо переказуючи деякі місця з «Капіталу». Завдяки, головним чином, працям Зібера, трудова теорія цінності Рикардо-Маркса і Марксова схема економічного розвитку отримали і в російській економічній науці тверду і міцну постановку. Самий спосіб викладу і критики даних теорій виявляє як обширну ерудицію Зібера, так і видатну його здібність до теоретичного мислення і творчості.
Більшість праць Зібера обертаються біля тих же теоретичних питань, проте його погляди на закономірності суспільного розвитку заслуговують на додаткове вивчення. М. Зібер зробив значний внесок у опрацювання багатьох суспільно-економічних проблем. Він досліджував питання розвитку первісного суспільства, виникнення різних форм власності, великого й дрібного виробництва в землеробстві та ін. У «Нарисах первісної економічної культури» (1883) Зібер, користуючись численним літературним матеріалом з опису побуту різних некультурних народів і племен, та одночасно і історичними даними про первісний стан нині культурних європейських народів, робить спроби узагальнення первісних форм суспільного життя. Головна його увага приділена явищам економічним, але поряд з ними висвітлюються форми шлюбних і сімейних відносин і т.і. сторони життя суспільства. Основна думка твору полягає в тому, що громадські форми господарства, в їх різних стадіях, представляють універсальні форми економічної діяльності на ранніх етапах розвитку. Підтверджується це розглядом різних видів і моментів громадської господарської діяльності — полювання, рибного лову, тваринництва, землеробства, робіт по випалюванню лісів, зрошуванню, споруді жител. Первісні види і поняття власності і різні форми обміну також знаходять у Зібера достатньо повне освітлення, так само як і процес розвитку суспільно-посадової діяльності, общин, як і корпорацій.
Велике значення мали праці М. Зібера, що заперечували народницьку тезу про особливий шлях економічного розвитку Росії. Спираючись на економічну теорію К. Маркса, М. Зібер зазначав, що економічний розвиток Росії відбувається за об'єктивними економічними законами і неминуче приведе до капіталізму, що його М. Зібер розглядав як історично минущий лад.
Зібер помер і похований у Ялті.

## Найвизначніші праці
- «Теорія цінності і капіталу Д.Рікардо» (1871)
- «Нариси первісної економічної культури» (1883)
- «Девід Рікардо і К.Маркс в їх суспільно-економічних дослідженнях» (1885)